# Bibiana Peñaranda
Bibiana Peñaranda Sepúlveda (Buenaventura, Colombia) es una activista colombiana reconocida por su trabajo alrededor de los derechos de las mujeres, el afrofeminismo, feminismo comunitario e indígena.

## Labor social
Ha desarrollado su trabajo en relación con los procesos comunitarias junto a mujeres de grupos étnicos (afrocolombianas e indígenas), partiendo desde una perspectiva anti-racial no violenta, con enfoque de género, de derecho y étnico para la transformación del conflicto armado.
Trabaja como constructora en la Red Mariposas, donde acompaña y fomentar el fortalecimiento de procesos comunitarios para la paz, exponiendo casos de violencia contra la mujer y creando espacios seguros para ellas. Ha liderado proyectos como «El comadreo» en el que se protegen y fortalecen vínculos vecinales y comunales interétnicos entre comunidades tradicionalmente invisibilizadas, y la escuela política del Pacífico «Efecto Mariposa para la Vida», que trabaja seis módulos:
- Derechos de las Mujeres
- Feminismos Afro e Indígenas
- Descubriendo el Patriarca que llevamos dentro
- Autocuidado como estrategia de empoderamiento femenino
- Espiritualidad negra y feminista
- Cimarronaje para conocer los aportes de las mujeres negras e indígenas en la historia y en los procesos de resistencias.

Hizo parte de la Subcomisión de Género que participó en la conformación de los Acuerdos de paz entre el gobierno de Juan Manuel Santos y las FARC.

### Reconocimientos
Su trabajo en la Red Mariposas fue reconocido por la ONU en 2014 con el Premio Nansen para los Refugiados del Alto Comisionado de las Naciones Unidas para los Refugiados (ACNUR). Recibió en el año 2017 el reconocimiento «Mujeres que Crean» de manos del Consejo Distrital de Buenaventura.